# بروانة (برخوار الشرقي)
بروانة (بالفارسية: پروانه) هي قرية تقع في إيران في قسم برخوار الشرقي الريفي. يقدر عدد سكانها بـ 202 نسمة .